# Урокордилус
Urocordylus (лат., от др.-греч. οὐρο- +κορδύλος «хвостатый тритон») — вымершее земноводное-лепоспондил. Типовой род одноимённого семейства. Останки найдены в Ирландии и датируются поздним карбоном. Длина 15—20 см.
Урокордилус, как и многие лепоспондилы, был похож на саламандру. Вероятно, он был превосходным пловцом и проводил очень мало времени на суше. Плавал, изгибая в стороны туловище и длинный хвост, который использовался в качестве основного средства продвижения. Лапы могли помогать животному переползать из одного водоёма в другой. Питался урокордилус мелкими животными.
Стоит отметить что урокордилус, описываемый в книге Йозефа Аугусты «Исчезнувший мир» и изображённый на известной картине Зденека буриана (так называемый «Urocordylus scalaris»), на самом деле является завроплеврой (Sauropleura scalaris)